# Mastitis
La mastitis es un término médico que se refiere a la inflamación de la glándula mamaria de primates y la ubre en otros mamíferos. Se da por una obstrucción de los conductos de la leche. La mastitis puede ser llamada ectasia ductal, inflamación periductal o enfermedad de Zuska. Se denomina mastitis puerperal cuando ocurre en madres lactantes y no-puerperal en el resto de los casos. La mastitis raramente ocurre en hombres o animales machos. Por su similitud con los síntomas del cáncer de mama, se debe excluir uno para el diagnóstico del otro.
La mastitis es una condición frecuente en medicina veterinaria, tomando en ese campo, una definición similar. Generalmente afecta al ganado bovino, causado por una bacteria, endureciendo los pezones del animal, al igual que la ubre, cortando el suministro de leche y en su lugar segregando un líquido amarillento y oloroso que la mayoría de las veces se acompaña de residuos de sangre. Es capaz de provocar la muerte en casos muy severos.
Los microorganismos más frecuentemente asociados a una mastitis son los estreptococos del grupo B, el Staphylococcus aureus y especies no tuberculosas del género Mycobacterium en humanos y el Arcanobacterium pyogenes que produce una mastitis bovina transmitida por moscas.

## Epidemiología
La mastitis surge entre 1 y 3 % de las mujeres que amamantan a sus hijos.

## Clasificación
La mastitis puede ser categorizada en cuadros sépticos o infecciosos —por bacterias, virus u hongos— y casos asépticos o inflamatorios. Dependiendo en el momento en que ocurre la mastitis, puede ser clasificadas en mastitis puerperal, usualmente pocos días o semanas después del alumbramiento y en mastitis no-puerperal, en cuyo caso ocurre sin estar asociado a la lactancia. Como toda enfermedad, puede haber pacientes con episodios agudos, así como con cuadros crónicos.

### Terminología
Dependiendo en la apariencia, los síntomas, las asunciones etiológicas y los hallazgos histopatológicos, se usan una variedad de términos para describir a la mastitis y sus aspectos relacionados:
- Galactopoyesis: la producción continua de leche materna durante la lactancia;[3]
- Enfermedad secretora: la secreción anormal del sistema de conductos lactíferos, por lo general es el factor más común en la instalación de una galactoforitis. Las secreciones pueden tener la apariencia de leche o de un fluido luminal apocrino y frecuentemente producen micro-calcificaciones en el seno;[4]
- Síndrome de retención (o mastitis de retención): la acumulación de secreciones en los ductos, mayormente con inflamación intraductal;
- Galactostasis: una acumulación similar que el síndrome de retención en la que se sabe que la secreción es leche materna;[5]
- Galactoforitis: inflamación del sistema de conductos de la glándula mamaria, por lo general como resultado de una enfermedad secretora o un síndrome de retención;
- Mastitis de células plasmáticas: es la poco frecuente infiltración intraductal y de tejido circunvecinos por células plasmáticas y con frecuencia se abscedan y fistulizan;[6]
- Ectasia ductal:el ensanchamiento literal de los conductos lactíferos, un hallazgo común en los exámenes de mama al transcurrir la edad de la paciente.[7] Aunque se pueden percibir en casos de dolor de mama cíclicos, es más frecuentemente correlacionado con dolor de mama no cíclico. Ciertas investigaciones recientes cuestionan la correlación entre una ectasia ductal y la mastitis;
- Síndrome de ectasia ductal: en la literatura más antigua, este término se usaba como un sinónimo de mastitis no-puerperal con abscesos de mama recurrentes, flujo del pezón y posiblemente asociado también a condiciones fibroquísticas. Estudios recientes demuestran que la ectasia ductal se relaciona muy remotamente con los síntomas de la mastitis (inflamación, abscesos, etc.). El uso de ectasia ductal y del síndrome de ectasia ductal es inconsistente en la literatura;
- Metaplasia escamosa de ductos lactíferos: son células cuboidales de la capa epitelial de los conductos galactóferos que se han transformado en células epiteliales escamosas no queratinizadas (metaplasia).[8] Presente en muchos casos de abscesos sub-areolares;
- Absceso subareolar: abscesos por debajo o en proximidad con la areola, mayormente como resultado de galactoforitis;
- Absceso retroareolar: abscesos más profundos (más cercanos a la caja torácica) que los abscesos sub-areolares y que el sistema de conductos galactóforos;
- Inflamación periductal (o mastitis periductal): inflamación de tejido infiltrado que rodea los galactóforos, casi sinónimo con un absceso sub-areolar y puede ser que sea usado para describir a la mastitis de células plasmáticas;
- Fístula: canales finos que drenan la cavidad de un absceso;
- Enfermedad de Zuska: un absceso peri-areolar asociado con metaplasia escamosa de los galactóforos, relacionado por algunos autores con ciertos flujos del pezón.
- Mastitis linfocítica: enfermedad fibroinflamatoria de la mama de causa desconocida en la que no existe infección.[9]

## Mastitis puerperal

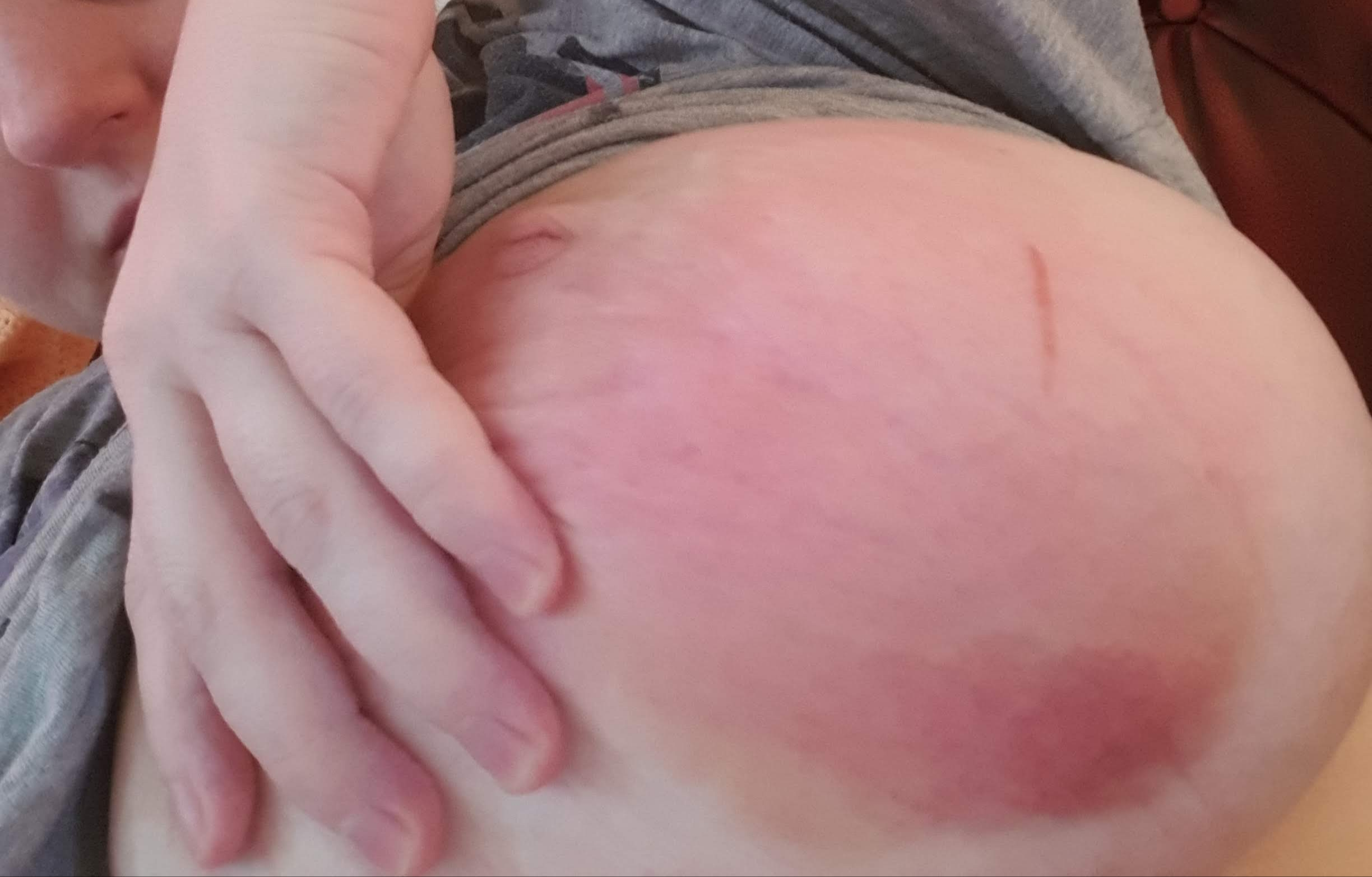
Mastitis puerperal

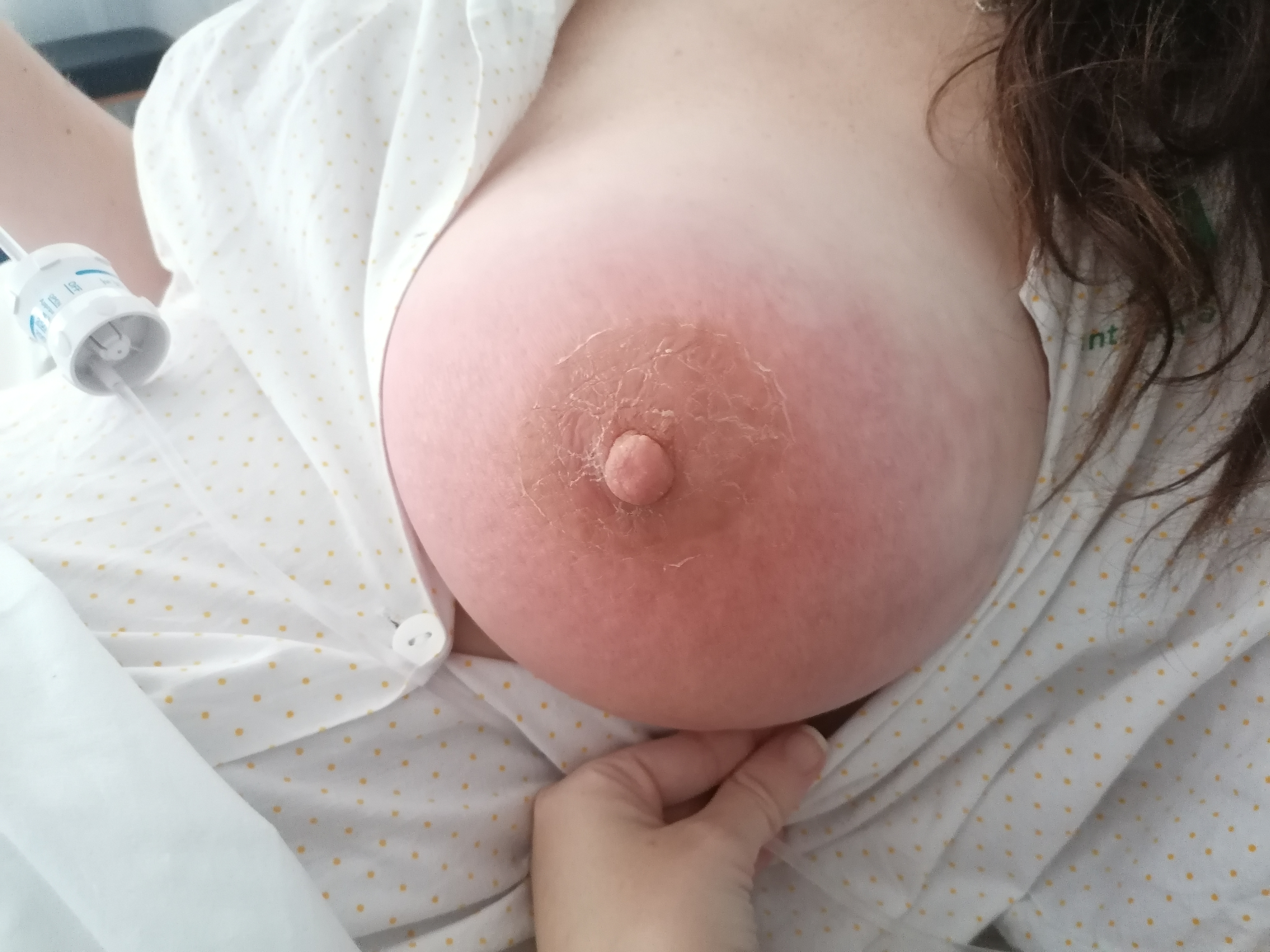
Mama enrojecida e inflamada justo antes de intervención quirúrgica para eliminar absceso subcutáneo de pus mediante drenaje.

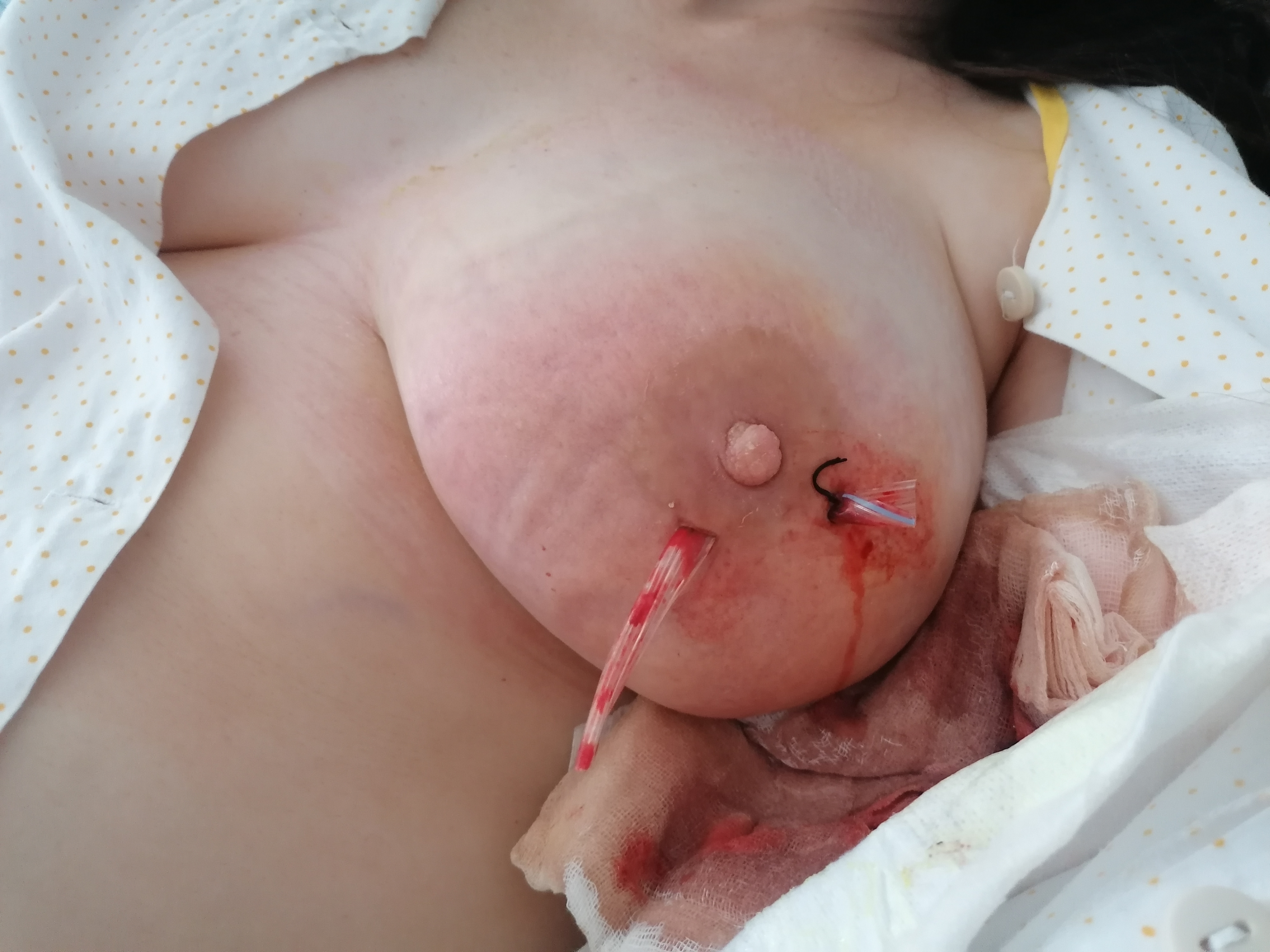
Mama justo después de intervención quirúrgica para eliminar absceso de pus mediante drenaje.

Es causada por el bloqueo de los ductos lácteos —llamados conductos galactóforos— durante la lactación. El cuadro infeccioso, que suele aparecer a las dos a tres semanas después del parto, se caracteriza por manifestaciones que van desde la celulitis hasta la formación de abscesos. Puede causar áreas dolorosas en el seno o la areola y, en los casos más graves, suelen surgir signos de tipo general, como fiebre y escalofríos y otros síntomas gripales. La mastitis puede ser distinguida de simples bloqueos de los conductos por la intensidad del dolor, calor que emana del área afectada, enrojecimiento y fiebre, las cuales no están presentes en los bloqueos ductales. En algunos casos, la fiebre puede llegar a ser de tal severidad que requiera la intervención de antibióticos, por lo general penicilinas o cefalosporinas. Cerca de un 10 % de los casos se desarrollarán abscesos que ameriten ser drenados quirúrgicamente.

### Tratamiento
Los masajes y la aplicación de calor húmedo sobre el seno antes de la lactación puede contribuir a abrir los conductos de la glándula mamaria. Las compresas frías pueden ser usadas para aliviar el dolor mientras no se esté amamantando, aunque lo apropiado es reducir la cantidad de leche en el seno, por lo que es recomendable que el bebé —o con extractores por la madre misma, si se está tomando antibióticos— no deje de amamantar del seno afectado. Hubo reportes de que el contenido de leche esté alterado, a veces un tanto más salado y puede que este nuevo sabor de la leche haga que el recién nacido pueda al principio rechazar la lactancia de ese seno.
La presencia de grietas y heridas en los pezones aumentan la probabilidad de una infección. El uso de ropa y vestimentas apretadas, o sostenes de la medida incorrecta pueden causar problemas al comprimir los senos. El organismo infectante más común es la bacteria Staphylococcus aureus y la ruta más probable de atracción del organismo a los senos maternos es la nariz y los dedos del bebé. De modo que el limpiar los mocos, en especial líquidos, puede ayudar a prevenir una recurrencia. En los casos más severos puede ser necesaria la interrupción de la lactancia y el uso de medicamentos que supriman la producción de leche materna.

### Prevención
Un estudio ha concluido que el mejoramiento y control del estrés y la fatiga tiene importancia en la prevención de la mastitis.

## Mastitis no-puerperal
El término mastitis no-puerperal describe a toda lesión inflamatoria del seno con la excepción del cáncer de mama y condiciones relacionadas con la piel, como la dermatitis o foliculitis. La mayoría de las pacientes con mastitis son mujeres en edades reproductivas, aunque no es infrecuente ver la condición en mujeres mayores de 60 años. La mastitis raramente ocurre en recién nacidos (Mastitis neonatorum) o en niñas antes de la pubertad. En la edad adolescente o justo antes se observa la aparición de la enfermedad, tanto en varones como en mujeres, con síntomas muy leves que tienden a resolverse sin intervención médica.

### Síntomas
La mastitis no-puerperal, es decir, donde no ha habido un embarazo reciente o que no ocurre durante la lactancia materna, tiende a ser localizada a una parte específica del seno, a menudo cerca del pezón y la areola y con frecuencia en el lado superior e interno —en dirección a la línea media del cuerpo— del seno. Muy raramente se ve afectado el seno enteramente, y por lo general solo una de las mamas está afectada. Algunos indicadores de la inflamación en curso, incluyen:
- Enrojecimiento del área afectada;
- Dolor localizado;
- Masa(s) difusas y palpables de variable tamaño;
- Zonas de calor detectable en comparación con la piel que rodea el área;
- La intensidad de la inflamación puede repetidamente aumentar y disminuir;
- Absceso(s).

Los síntomas gripales no son frecuentes en pacientes que no están lactando. Algunas formas de mastitis pueden presentar un absceso sub-areolar, en cuyos casos puede ocasionalmente verse retracción de la areola y otros síntomas en la piel circundante.

### Etiología y patogenia
Los casos clínicamente significativos se presentan con inflamaciones en los ductos galactóforos y el sistema lobulillar de la glándula mamaria —llamado galactoforitis— y en algunos casos con inflamación en los tejidos circunvecinos a la glándula.
La estasis o estancamiento secretora es la causa de las mastitis no-puerperales en un 80 % de los casos. Las secreciones retenidas de esta manera pueden resultar infectadas o causar inflamación por mecanismos de daño a la composición del túbulo glandular o por fuga de líquido de dichos conductos. Las reacciones autoinmunes a estas secreciones pueden tener un factor causal en ciertos casos.
Cerca de un 25 % de los pacientes tienen hiperprolactinemia. También se ha demostrado una co-incidencia significativa entre las entidades fibroquísticas y anomalías de la tiroides. Hasta un 50 % de los pacientes tienen una hiperprolactinemia transitoria posiblemente causada por inflamación o el tratamiento de ella, mostrando reservas elevadas de prolactina.
La prolactina, el IGF-1 y el TSH, son factores sistémicos importantes en la galactopoiesis y, aunque su significado en la enfermedad secretora no se ha documentado aún, se ha encontrado que el mecanismo tanto de la galactopoiesis y la enfermedad secretora tienen una cercana relación.
La permeabilidad del epitelio de los conductos y de los alvéolos, es controlada principalmente por uniones finamente reguladas y puede que haya errores en esa regulación que se asocien con la galactopoiesis y posiblemente con la enfermedad secretora. Estas uniones intercelulares tienen sus mecanismos de control en la periferia sistémica—prolactina, progesterona, glucocorticoides—así como locales—gradientes de presión, TGF-beta, balance osmótico.
El fumar cigarrillos, parece ser un factor importante en la etiología de la metaplasia escamosa de los ductos galactóforos, pues cerca del 90 % de las pacientes son fumadoras. Las pacientes que fuman en el presente tienen el peor pronóstico y el mayor índice de recurrencia de abscesos.
Otros trastornos, como la acromegalia puede presentar síntomas similares a la mastitis no-puerperal. La diabetes y otras condiciones que suprimen el sistema inmune pueden ocasionar infecciones del seno y mastitis. Tales condiciones con frecuencia se presentan con inflamación de otros tejidos periféricos e infecciones poco comunes.
El piercing de los pezones presenta un riesgo relacionado con las infecciones bacterianas como consecuencia de la lesión y el estímulo hormonal del procedimiento.
La literatura discute otros mecanismos por el cual se puede presentar estos casos de retención secretora o una predisposición a ellos, entre los cuales están:
- complicación de una parotiditis[2]
- enfermedad secretora o galactorrea
- cambios en la permeabilidad de los ductos galactóforos (síndrome de retención)
- bloqueo de los conductos galactóforos, por ejemplo por metaplasia escamosa
- trauma, lesiones
- irritación mecánica causada por el síndrome de retención o por una condición fibroquística
- infección
- reacción autoinmune al fluido luminal

### Tratamiento
El tratamiento es importante basado en la causa, el diagnóstico y cualquier otro trastorno que le acompañe. Los medicamentos que inhiben la prolactina han demostrado ser efectivos incluyendo en la reducción del riesgo de recurrencias. Se usan antibióticos adicional a los inhibidores de la prolactina cuando se está claro de la presencia de una infección. La mastitis granulomatosa tiende a incluir una combinación de inhibidores de la prolactina y esteroides.
Otros tratamientos poco usuales para casos más complejos incluyen el uso local y sistémico de progestinas o progesterona, antidiuréticos, extracto de Vitex agnus castus y Danazol.
Los antiinflamatorios AINE son usados para aliviar los síntomas de la inflamación, sin embargo, se debe considerar de que estos medicamentos afectan la función pituitaria y tienden a incrementar la concentración sanguínea de prolactina e IGF-1.
Se han puesto en prueba variantes de procedimientos quirúrgicos con el fin de reducir el riesgo de abscesos sub-areolares recurrentes. Por ahora, los resultados exitosos son limitados y parece ser preferible mantener el tratamiento tradicional, en lo posible.
Aproximadamente un 30 % de los casos desarrollan mastitis crónicas o recurrentes requiriendo tratamiento a largo plazo y en algunos casos de por vida, para inhibir la prolactina.

## Tratamiento quirúrgico
Las masas dolorosas que aparecen detrás del complejo pezón-areola son aspirados con una jeringa y el fluido extraído es enviado a citología y a un cultivo para la detección de microorganismos patógenos. Mientras se esperan los resultados, se suele comenzar la terapia antimicrobiana con metronidazole y dicloxacilina. Los antibióticos pueden ser rotados una vez que lleguen los resultados microbiológicos basados en las pruebas de sensitividad. Muchos casos responden favorablemente, mientras que otros con abundante pus requieren tratamiento quirúrgico. En mujeres en edades reproductivas, se prefiere el drenaje simple, pero en casos de infecciones anaeróbicas, la recurrencia suele ser frecuente. En estos casos es probable que se tenga que hacer una resección ductal o de la fístula.

## Cáncer de mama y la mastitis
El riesgo de por vida de cáncer de mama se reduce considerablemente en mujeres que han estado embarazadas y que hayan lactado. Los episodios de mastitis no parece influenciar el riesgo de cáncer de mama. Sin embargo, la mastitis puede ocasionar dificultades en el diagnóstico del cáncer de mama y, por lo tanto, en retraso del diagnóstico y tratamiento, lo que puede resultar en un mal pronóstico.
El cáncer de mama y la mastitis pueden aparecer juntos o aparecer uno después del otro. Cualquier síntoma sospechoso que no desaparezca por completo en 5 semanas debe ser investigado por un profesional de salud.
Uno de los tipos de cáncer de las mamas que resulta en una tremenda agresión y que la acompaña la mayor mortalidad, se denomina cáncer inflamatorio de la mama y presenta síntomas y signos muy similares a la mastitis, por lo que su pronto diagnóstico puede verse retrasado al ser confundido con una mastitis. Por lo cual, al sentir o tener indicios o síntomas, es necesario acudir inmediatamente al médico para una valoración y/o diagnóstico temprano, el cual nos podrá evitar problemas a futuro.